# Record dei campionati mondiali di nuoto
La seguente è una lista dei tempi più veloci mai nuotati nelle varie edizioni dei Campionati mondiali di nuoto e dei Campionati mondiali di nuoto in vasca corta. Entrambe le competizioni sono organizzate dalla FINA.
(Dati aggiornati all'edizione di Singapore 2025 per la vasca lunga e di Budapest 2024 per la vasca corta)

## Vasca lunga (50m)

### Uomini
| Gara                     | Tempo    | +               | Atleta                                                                                            | Nazionalità   | Data           | Edizione | Luogo                  | Ref    |
| ------------------------ | -------- | --------------- | ------------------------------------------------------------------------------------------------- | ------------- | -------------- | -------- | ---------------------- | ------ |
| Stile libero             |          |                 |                                                                                                   |               |                |          |                        |        |
| 50 m                     | 21"04    |                 | Caeleb Dressel                                                                                    | Stati Uniti   | 27 luglio 2019 | XVIII    | Gwangju, Corea del Sud | [ 1 ]  |
| 100 m                    | 46"51    |                 | David Popovici                                                                                    | Romania       | 31 luglio 2025 | XXII     | Kallang, Singapore     |        |
| 200 m                    | 1'42"00  | Record mondiale | Paul Biedermann                                                                                   | Germania      | 28 luglio 2009 | XIII     | Roma, Italia           | [ 2 ]  |
| 400 m                    | 3'40"07  | Record mondiale | Paul Biedermann                                                                                   | Germania      | 26 luglio 2009 | XIII     | Roma, Italia           | [ 3 ]  |
| 800 m                    | 7'32"12  | Record mondiale | Zhang Lin                                                                                         | Cina          | 29 luglio 2009 | XIII     | Roma, Italia           | [ 4 ]  |
| 1500 m                   | 14'31"54 |                 | Ahmed Hafnaoui                                                                                    | Tunisia       | 30 luglio 2023 | XX       | Fukuoka, Giappone      | [ 5 ]  |
| Dorso                    |          |                 |                                                                                                   |               |                |          |                        |        |
| 50 m                     | 24"04    |                 | Liam Tancock                                                                                      | Gran Bretagna | 2 agosto 2009  | XIII     | Roma, Italia           | [ 6 ]  |
| 100 m                    | 51"60    | Record mondiale | Thomas Ceccon                                                                                     | Italia        | 20 giugno 2022 | XIX      | Budapest, Ungheria     |        |
| 200 m                    | 1'51"92  | Record mondiale | Aaron Peirsol                                                                                     | Stati Uniti   | 31 luglio 2009 | XIII     | Roma, Italia           | [ 7 ]  |
| Rana                     |          |                 |                                                                                                   |               |                |          |                        |        |
| 50 m                     | 25"95    | sf              | Adam Peaty                                                                                        | Gran Bretagna | 25 luglio 2017 | XVII     | Budapest, Ungheria     | [ 8 ]  |
| 100 m                    | 56"88    | sf              | Adam Peaty                                                                                        | Gran Bretagna | 21 luglio 2019 | XVIII    | Gwangju, Corea del Sud | [ 9 ]  |
| 200 m                    | 2'05"48  | Record mondiale | Haiyang Qin                                                                                       | Cina          | 28 luglio 2023 | XX       | Fukuoka, Giappone      |        |
| Farfalla                 |          |                 |                                                                                                   |               |                |          |                        |        |
| 50 m                     | 22"35    |                 | Caeleb Dressel                                                                                    | Stati Uniti   | 22 luglio 2019 | XVIII    | Gwangju, Corea del Sud | [ 10 ] |
| 100 m                    | 49"50    |                 | Caeleb Dressel                                                                                    | Stati Uniti   | 26 luglio 2019 | XVIII    | Gwangju, Corea del Sud | [ 11 ] |
| 200 m                    | 1'50"24  | Record mondiale | Kristóf Milák                                                                                     | Ungheria      | 21 giugno 2022 | XIX      | Budapest, Ungheria     |        |
| Misti                    |          |                 |                                                                                                   |               |                |          |                        |        |
| 200 m                    | 1'54"00  | Record mondiale | Ryan Lochte                                                                                       | Stati Uniti   | 28 luglio 2011 | XIII     | Shanghai, Cina         | [ 12 ] |
| 400 m                    | 4'02"50  | Record mondiale | Léon Marchand                                                                                     | Francia       | 24 luglio 2023 | XX       | Fukuoka, Giappone      |        |
| Staffette a stile libero |          |                 |                                                                                                   |               |                |          |                        |        |
| 4×100 m                  | 3'08"97  |                 | Flynn Zareb Southam (47"77) Kai Taylor (47"04) Maximillian Giuliani (47"63) Kyle Chalmers (46"53) | Australia     | 27 luglio 2025 | XXII     | Kallang, Singapore     |        |
| 4×200 m                  | 6'58"55  | Record mondiale | Michael Phelps (1'44"49) Ricky Berens (1'44"13) David Walters (1'45"47) Ryan Lochte (1'44"46)     | Stati Uniti   | 31 luglio 2009 | XIII     | Roma, Italia           | [ 13 ] |
| Staffetta mista          |          |                 |                                                                                                   |               |                |          |                        |        |
| 4×100 m                  | 3'27"20  |                 | Ryan Murphy (52"04) Nic Fink (58"03) Dare Rose (50"13) Jack Alexy (47"00)                         | Stati Uniti   | 30 luglio 2023 | XX       | Fukuoka, Giappone      |        |

Legenda:  - Record del mondo;

Record non ottenuti in finale: (b) - batteria; (sf) - semifinale; (s) - staffetta prima frazione.

### Donne
| Gara                     | Tempo    | +               | Atleta                                                                                                  | Nazionalità | Data           | Edizione | Luogo                  | Ref    |
| ------------------------ | -------- | --------------- | --- | ----------- | -------------- | -------- | ---------------------- | ------ |
| Stile libero             |          |                 | |             |                |          |                        |        |
| 50 m                     | 23"61    | sf              | Sarah Sjöström                                                                                          | Svezia      | 29 luglio 2023 | XX       | Fukuoka, Giappone      | [ 14 ] |
| 100 m                    | 51"71    | s               | Sarah Sjöström                                                                                          | Svezia      | 23 luglio 2017 | XVII     | Budapest, Ungheria     | [ 15 ] |
| 200 m                    | 1'52"85  | Record mondiale | Mollie O'Callaghan                                                                                      | Australia   | 26 luglio 2023 | XX       | Fukuoka, Giappone      |        |
| 400 m                    | 3'55"38  | Record mondiale | Ariarne Titmus                                                                                          | Australia   | 24 luglio 2023 | XX       | Fukuoka, Giappone      |        |
| 800 m                    | 8'07"39  |                 | Katie Ledecky                                                                                           | Stati Uniti | 8 agosto 2015  | XVI      | Kazan', Russia         | [ 16 ] |
| 1500 m                   | 15'25"48 | Record mondiale | Katie Ledecky                                                                                           | Stati Uniti | 4 agosto 2015  | XVI      | Kazan', Russia         | [ 17 ] |
| Dorso                    |          |                 | |             |                |          |                        |        |
| 50 m                     | 27"06    |                 | Zhao Jing                                                                                               | Cina        | 30 luglio 2009 | XIII     | Roma, Italia           | [ 18 ] |
| 100 m                    | 57"16    |                 | Kaylee McKeown                                                                                          | Australia   | 29 luglio 2025 | XXII     | Kallang, Singapore     |        |
| 200 m                    | 2'03"35  | sf              | Regan Smith                                                                                             | Stati Uniti | 26 luglio 2019 | XVIII    | Gwangju, Corea del Sud | [ 19 ] |
| Rana                     |          |                 | |             |                |          |                        |        |
| 50 m                     | 29"40    |                 | Lilly King                                                                                              | Stati Uniti | 30 luglio 2017 | XVII     | Budapest, Ungheria     | [ 20 ] |
| 100 m                    | 1'04"13  | Record mondiale | Lilly King                                                                                              | Stati Uniti | 25 luglio 2017 | XVII     | Budapest, Ungheria     | [ 21 ] |
| 200 m                    | 2'18"50  |                 | Kate Douglass                                                                                           | Stati Uniti | 1º agosto 2025 | XXII     | Kallang, Singapore     |        |
| Farfalla                 |          |                 | |             |                |          |                        |        |
| 50 m                     | 24"60    |                 | Sarah Sjöström                                                                                          | Svezia      | 29 luglio 2017 | XVII     | Budapest, Ungheria     | [ 22 ] |
| 100 m                    | 54"73    |                 | Gretchen Walsh                                                                                          | Stati Uniti | 28 luglio 2025 | XXII     | Kallang, Singapore     |        |
| 200 m                    | 2'03"41  |                 | Jessicah Schipper                                                                                       | Australia   | 30 luglio 2009 | XIII     | Roma, Italia           | [ 23 ] |
| Misti                    |          |                 | |             |                |          |                        |        |
| 200 m                    | 2'06"12  | Record mondiale | Katinka Hosszú                                                                                          | Ungheria    | 3 agosto 2015  | XVI      | Kazan', Russia         | [ 24 ] |
| 400 m                    | 4'29"33  |                 | Katinka Hosszú                                                                                          | Ungheria    | 30 luglio 2017 | XVII     | Budapest, Ungheria     | [ 25 ] |
| Staffette a stile libero |          |                 | |             |                |          |                        |        |
| 4×100 m                  | 3'27"96  | Record mondiale | Mollie O'Callaghan (52"08) Shayna Jack (51"69) Meg Harris (51"29) Emma McKeon (51"90)                   | Australia   | 24 luglio 2023 | XX       | Fukuoka, Giappone      |        |
| 4×200 m                  | 7'37"50  | Record mondiale | Mollie O'Callaghan (1'53”66) Shayna Jack (1'55”63) Brianna Throssell (1'55”80) Ariarne Titmus (1'52"41) | Australia   | 27 luglio 2023 | XX       | Fukuoka, Giappone      |        |
| Staffetta mista          |          |                 | |             |                |          |                        |        |
| 4×100 m                  | 3'50"40  | Record mondiale | Regan Smith (57"57) Lilly King (1'04"81) Kelsi Dahlia (56"16) Simone Manuel (51"86)                     | Stati Uniti | 28 luglio 2019 | XVIII    | Gwangju, Corea del Sud |        |

### Mista
| Gara                     | Tempo   | +               | Atleta                                                                                        | Nazionalità                   | Data           | Edizione | Luogo              | Ref    |
| ------------------------ | ------- | --------------- | --------------------------------------------------------------------------------------------- | ----------------------------- | -------------- | -------- | ------------------ | ------ |
| Staffetta a stile libero |         |                 |                                                                                               |                               |                |          |                    |        |
| 4x100 m                  | 3'18"83 | Record mondiale | Jack Cartwright (48"14) Kyle Chalmers (47"25) Shayna Jack (51"73) Mollie O'Callaghan (51"71)  | Australia                     | 29 luglio 2023 | XX       | Fukuoka, Giappone  | [ 26 ] |
| Staffetta mista          |         |                 |                                                                                               |                               |                |          |                    |        |
| 4x100 m                  | 3'37"97 |                 | Miron Lifincev (51"78) Kirill Prigoda (57"56) Daria Klepikova (55"97) Daria Trofimova (52"66) | Atleti Neutrali Autorizzati B | 30 luglio 2025 | XXII     | Kallang, Singapore |        |

Legenda:  - Record del mondo;

Record non ottenuti in finale: (b) - batteria; (sf) - semifinale; (s) - staffetta prima frazione.

## Vasca corta (25m)

### Uomini
| Gara                     | Tempo    | +               | Atleta                                                                                          | Nazionalità                   | Data             | Edizione | Luogo                          | Ref    |
| ------------------------ | -------- | --------------- | ----------------------------------------------------------------------------------------------- | ----------------------------- | ---------------- | -------- | ------------------------------ | ------ |
| Stile libero             |          |                 |                                                                                                 |                               |                  |          |                                |        |
| 50 m                     | 19"90    | s               | Jordan Crooks                                                                                   | Isole Cayman                  | 14 dicembre 2024 | XVII     | Budapest, Ungheria             |        |
| 100 m                    | 44"95    |                 | Jordan Crooks                                                                                   | Isole Cayman                  | 11 dicembre 2024 | XVII     | Budapest, Ungheria             |        |
| 200 m                    | 1'38"61  | Record mondiale | Luke Hobson                                                                                     | Stati Uniti                   | 15 dicembre 2024 | XVII     | Budapest, Ungheria             |        |
| 400 m                    | 3'34"01  |                 | Danas Rapšys                                                                                    | Lituania                      | 11 dicembre 2018 | XIV      | Hangzhou, Cina                 | [ 28 ] |
| 800 m                    | 7'29"99  |                 | Gregorio Paltrinieri                                                                            | Italia                        | 18 dicembre 2022 | XVI      | Melbourne, Australia           |        |
| 1500 m                   | 14'06"88 | Record mondiale | Florian Wellbrock                                                                               | Germania                      | 21 dicembre 2021 | XV       | Abu Dhabi, Emirati Arabi Uniti |        |
| Dorso                    |          |                 |                                                                                                 |                               |                  |          |                                |        |
| 50 m                     | 22"22    | Record mondiale | Florent Manaudou                                                                                | Francia                       | 6 dicembre 2014  | XII      | Doha, Qatar                    | [ 29 ] |
| 100 m                    | 48"50    |                 | Ryan Murphy                                                                                     | Stati Uniti                   | 14 dicembre 2022 | XVI      | Melbourne, Australia           |        |
| 200 m                    | 1'45"65  |                 | Hubert Kos                                                                                      | Ungheria                      | 15?dicembre 2024 | XVII     | Budapest, Ungheria             |        |
| Rana                     |          |                 |                                                                                                 |                               |                  |          |                                |        |
| 50 m                     | 25"41    |                 | Cameron van der Burgh                                                                           | Sudafrica                     | 16 dicembre 2018 | XIV      | Hangzhou, Cina                 | [ 30 ] |
| 100 m                    | 55"47    |                 | Qin Haiyang                                                                                     | Cina                          | 12 dicembre 2024 | XVII     | Budapest, Ungheria             |        |
| 200 m                    | 2'00"16  | Record mondiale | Kirill Prigoda                                                                                  | Russia                        | 13 dicembre 2018 | XIV      | Hangzhou, Cina                 | [ 31 ] |
| Farfalla                 |          |                 |                                                                                                 |                               |                  |          |                                |        |
| 50 m                     | 21"32    | Record mondiale | Noè Ponti                                                                                       | Svizzera                      | 11 dicembre 2024 | XVII     | Budapest, Ungheria             |        |
| 100 m                    | 47"71    | Record mondiale | Noè Ponti                                                                                       | Svizzera                      | 14 dicembre 2024 | XVII     | Budapest, Ungheria             |        |
| 200 m                    | 1'48"24  | Record mondiale | Daiya Seto                                                                                      | Giappone                      | 11 dicembre 2018 | XIV      | Hangzhou, Cina                 | [ 32 ] |
| Misti                    |          |                 |                                                                                                 |                               |                  |          |                                |        |
| 100 m                    | 50"33    |                 | Noè Ponti                                                                                       | Svizzera                      | 13 dicembre 2024 | XVII     | Budapest, Ungheria             |        |
| 200 m                    | 1'49"51  |                 | Shaine Casas                                                                                    | Stati Uniti                   | 10 dicembre 2024 | XVII     | Budapest, Ungheria             |        |
| 400 m                    | 3'55"50  |                 | Ryan Lochte                                                                                     | Stati Uniti                   | 16 dicembre 2010 | X        | Dubai, Emirati Arabi Uniti     | [ 33 ] |
| Staffette a stile libero |          |                 |                                                                                                 |                               |                  |          |                                |        |
| 4×50 m                   | 1'21"80  | Record mondiale | Caeleb Dressel (20"43) Ryan Held (20"25) Jack Conger (20"59) Michael Chadwick (20"53)           | Stati Uniti                   | 14 dicembre 2018 | XIV      | Hangzhou, Cina                 | [ 34 ] |
| 4×100 m                  | 3'01"66  | Record mondiale | Jack Alexy (45"05) Luke Hobson (45"18) Kieran Smith (46"01) Chris Guiliano (45"42)              | Stati Uniti                   | 10 dicembre 2024 | XVII     | Budapest, Ungheria             |        |
| 4×200 m                  | 6'40"51  | Record mondiale | Luke Hobson (1'38"92) Carson Foster (1'40"77) Shaine Casas (1'40"34) Kieran Smith (1'40"49)     | Stati Uniti                   | 13 dicembre 2024 | XVII     | Budapest, Ungheria             |        |
| Staffette miste          |          |                 |                                                                                                 |                               |                  |          |                                |        |
| 4x50 m                   | 1'29"72  | Record mondiale | Lorenzo Mora (22"65) Nicolò Martinenghi (24"95) Matteo Rivolta (21"60) Leonardo Deplano (20"52) | Italia                        | 17 dicembre 2022 | XVI      | Melbourne, Australia           |        |
| 4×100 m                  | 3'18"68  | Record mondiale | Miron Lifincev (49"31) Kirill Prigoda (55"15) Andrei Minakov (48"80) Egor Kornev (45"42)        | Atleti Neutrali Autorizzati B | 15 dicembre 2024 | XVII     | Budapest, Ungheria             |        |

Legenda:  - Record del mondo;

Record non ottenuti in finale: (b) - batteria; (sf) - semifinale; (s) - staffetta prima frazione.

### Donne
| Gara                     | Tempo   | +               | Atleta                                                                                        | Nazionalità | Data             | Edizione | Luogo                          | Ref    |
| ------------------------ | ------- | --------------- | --------------------------------------------------------------------------------------------- | ----------- | ---------------- | -------- | ------------------------------ | ------ |
| Stile libero             |         |                 |                                                                                               |             |                  |          |                                |        |
| 50 m                     | 22"83   | Record mondiale | Gretchen Walsh                                                                                | Stati Uniti | 15 dicembre 2024 | XVII     | Budapest, Ungheria             |        |
| 100 m                    | 50"31   |                 | Gretchen Walsh                                                                                | Stati Uniti | 12 dicembre 2024 | XVII     | Budapest, Ungheria             |        |
| 200 m                    | 1'50"31 | Record mondiale | Siobhán Haughey                                                                               | Hong Kong   | 16 dicembre 2021 | XV       | Abu Dhabi, Emirati Arabi Uniti |        |
| 400 m                    | 3'50"25 | Record mondiale | Summer McIntosh                                                                               | Canada      | 10 dicembre 2024 | XVII     | Budapest, Ungheria             |        |
| 800 m                    | 8'01"95 |                 | Lani Pallister                                                                                | Australia   | 11 dicembre 2024 | XVII     | Budapest, Ungheria             |        |
| Dorso                    |         |                 |                                                                                               |             |                  |          |                                |        |
| 50 m                     | 25"23   | Record mondiale | Regan Smith                                                                                   | Stati Uniti | 13 dicembre 2024 | XVII     | Budapest, Ungheria             |        |
| 100 m                    | 54"02   | s               | Regan Smith                                                                                   | Stati Uniti | 15 dicembre 2024 | XVII     | Budapest, Ungheria             |        |
| 200 m                    | 1'58"04 | Record mondiale | Regan Smith                                                                                   | Stati Uniti | 15 dicembre 2024 | XVII     | Budapest, Ungheria             |        |
| Rana                     |         |                 |                                                                                               |             |                  |          |                                |        |
| 50 m                     | 28"37   | sf              | Rūta Meilutytė                                                                                | Lituania    | 17 dicembre 2022 | XVI      | Melbourne, Australia           |        |
| 100 m                    | 1'02"36 | Record mondiale | Alia Atkinson                                                                                 | Giamaica    | 6 dicembre 2014  | XII      | Doha, Qatar                    | [ 35 ] |
| 200 m                    | 2'12"50 | Record mondiale | Kate Douglass                                                                                 | Stati Uniti | 13 dicembre 2024 | XVII     | Budapest, Ungheria             |        |
| Farfalla                 |         |                 |                                                                                               |             |                  |          |                                |        |
| 50 m                     | 23"94   | sf              | Gretchen Walsh                                                                                | Stati Uniti | 10 dicembre 2024 | XVII     | Budapest, Ungheria             |        |
| 100 m                    | 52"71   | Record mondiale | Gretchen Walsh                                                                                | Stati Uniti | 14 dicembre 2024 | XVII     | Budapest, Ungheria             |        |
| 200 m                    | 1'59"32 | Record mondiale | Summer McIntosh                                                                               | Canada      | 12 dicembre 2024 | XVII     | Budapest, Ungheria             |        |
| Misti                    |         |                 |                                                                                               |             |                  |          |                                |        |
| 100 m                    | 55"11   | Record mondiale | Gretchen Walsh                                                                                | Stati Uniti | 13 dicembre 2024 | XVII     | Budapest, Ungheria             |        |
| 200 m                    | 2'01"63 | Record mondiale | Kate Douglass                                                                                 | Stati Uniti | 10 dicembre 2024 | XVII     | Budapest, Ungheria             |        |
| 400 m                    | 4'15"48 | Record mondiale | Summer McIntosh                                                                               | Canada      | 14 dicembre 2024 | XVII     | Budapest, Ungheria             |        |
| Staffette a stile libero |         |                 |                                                                                               |             |                  |          |                                |        |
| 4×50 m                   | 1'33"89 |                 | Torri Huske (24"08) Claire Curzan (23"30) Erika Brown (23"74) Kate Douglass (22"77)           | Stati Uniti | 16 dicembre 2022 | XVI      | Melbourne, Australia           |        |
| 4×100 m                  | 3'25"01 | Record mondiale | Kate Douglass (50"95) Katharine Berkoff (51"38) Alex Shackell (52"01) Gretchen Walsh (50"67)  | Stati Uniti | 10 dicembre 2024 | XVII     | Budapest, Ungheria             |        |
| 4×200 m                  | 7'30"13 | Record mondiale | Alex Walsh (1'53"25) Paige Madden (1'53"18) Katie Grimes (1'53"39) Claire Weinstein (1'50"31) | Stati Uniti | 12 dicembre 2024 | XVII     | Budapest, Ungheria             |        |
| Staffette miste          |         |                 |                                                                                               |             |                  |          |                                |        |
| 4x50 m                   | 1'42"38 | Record mondiale | Olivia Smoliga (25"97) Katie Meili (29"29) Kelsi Dahlia (24"02) Mallory Comerford (23"10)     | Stati Uniti | 12 dicembre 2018 | XIV      | Hangzhou, Cina                 | [ 36 ] |
| 4x50 m                   | 1'42"38 | Record mondiale | Louise Hansson (25"91) Sophie Hansson (29"07) Sarah Sjöström (23"96) Michelle Coleman (23"44) | Svezia      | 17 dicembre 2021 | XV       | Abu Dhabi, Emirati Arabi Uniti |        |
| 4×100 m                  | 3'40"41 |                 | Regan Smith (54"02) Lily King (1'03"02) Gretchen Walsh (52"84) Kate Douglass (50"53)          | Stati Uniti | 15 dicembre 2024 | XVII     | Budapest, Ungheria             |        |

Legenda:  - Record del mondo;

Record non ottenuti in finale: (b) - batteria; (sf) - semifinale; (s) - staffetta prima frazione.

### Mista
| Gara                     | Tempo   | +               | Atleta                                                                                             | Nazionalità | Data             | Edizione | Luogo                | Ref |
| ------------------------ | ------- | --------------- | -------------------------------------------------------------------------------------------------- | ----------- | ---------------- | -------- | -------------------- | --- |
| Staffetta a stile libero |         |                 | |             |                  |          |                      |     |
| 4×50 m                   | 1'27"33 | Record mondiale | Maxime Grousset (20"92) Florent Manaudou (20"26) Béryl Gastaldello (23"00) Melanie Henique (23"15) | Francia     | 16 dicembre 2022 | XVI      | Melbourne, Australia |     |
| Staffetta mista          |         |                 | |             |                  |          |                      |     |
| 4×50 m                   | 1'35"15 | Record mondiale | Ryan Murphy (22"37) Nic Fink (24"96) Kate Douglass (24"99) Torri Huske (23"73)                     | Stati Uniti | 14 dicembre 2022 | XVI      | Melbourne, Australia |     |

Legenda:  - Record del mondo;

Record non ottenuti in finale: (b) - batteria; (sf) - semifinale; (s) - staffetta prima frazione.